# Oakland, Illinois
Oakland là một thành phố thuộc quận Coles, tiểu bang Illinois, Hoa Kỳ. Năm 2010, dân số của thành phố này là 880 người.

## Dân số
Dân số qua các năm:
- Năm 2000: 996 người.
- Năm 2010: 880 người.